# Marsilac
Marsilac is een district van de stad São Paulo in Brazilië. Het district is gelegen in de onderprefectuur Parelheiros. Het district is het meest zuidelijke district van de stad en is tevens zowel het grootste, minst bevolkte en armste district van de stad.

## Geschiedenis
Het district werd genoemd naar José Alfredo Marsilac, een ingenieur die verschillende technieken ontwikkelde voor de bouw van wegen en tunnels. Het gebied is erg landelijk en is grenst aan het gebergte Serra do Mar. Een groot deel van het district is nog een regenwoud. Het is het meest afgelegen district van de stad, meer dan 40 km verwijderd van het stadscentrum. Het ligt op zo'n 20 à 30 km van de Atlantische Oceaan, die vanop sommige punten zelfs te zien is.

## Geografie

### Buurten
- Banhado
- Bela Vista
- Capivari
- Chácara Galo Azul
- Chácara Itajaá
- Chácara Sanni

- Cipó do Meio
- Embura
- Engenheiro Marsilac
- Evangelista de Sousa
- Mambu
- Gramado

- Jardim dos Eucaliptos
- Paiol
- Parque Florestal Paulista
- Parque Internacional
- Ponte Alta

### Aangrenzende districten en gemeenten
Het district Marsilac grenst aan het district Parelheiros en aan de gemeenten Embu-Guaçu, Itanhaém, Juquitiba, São Bernardo do Campo en São Vicente.

### Beschermde gebieden

#### Bosgebieden
- Área de Proteção Ambiental Capivari-Monos
  - Parque Natural Municipal Cratera de Colônia

#### Inheems gebied
- Terra Indígena Rio Branco Itanhaém

### Hydrografie
De rivieren de Capivari, een zijrivier van de rivier de Itanhaém, en de Embu-Guaçu ontspringen in het district Marsilac.

## Verkeer en vervoer

### Spoor
De spoorlijn Linha Mairinque-Santos verbindt het district met Mairinque en Santos.